# Spread the sign

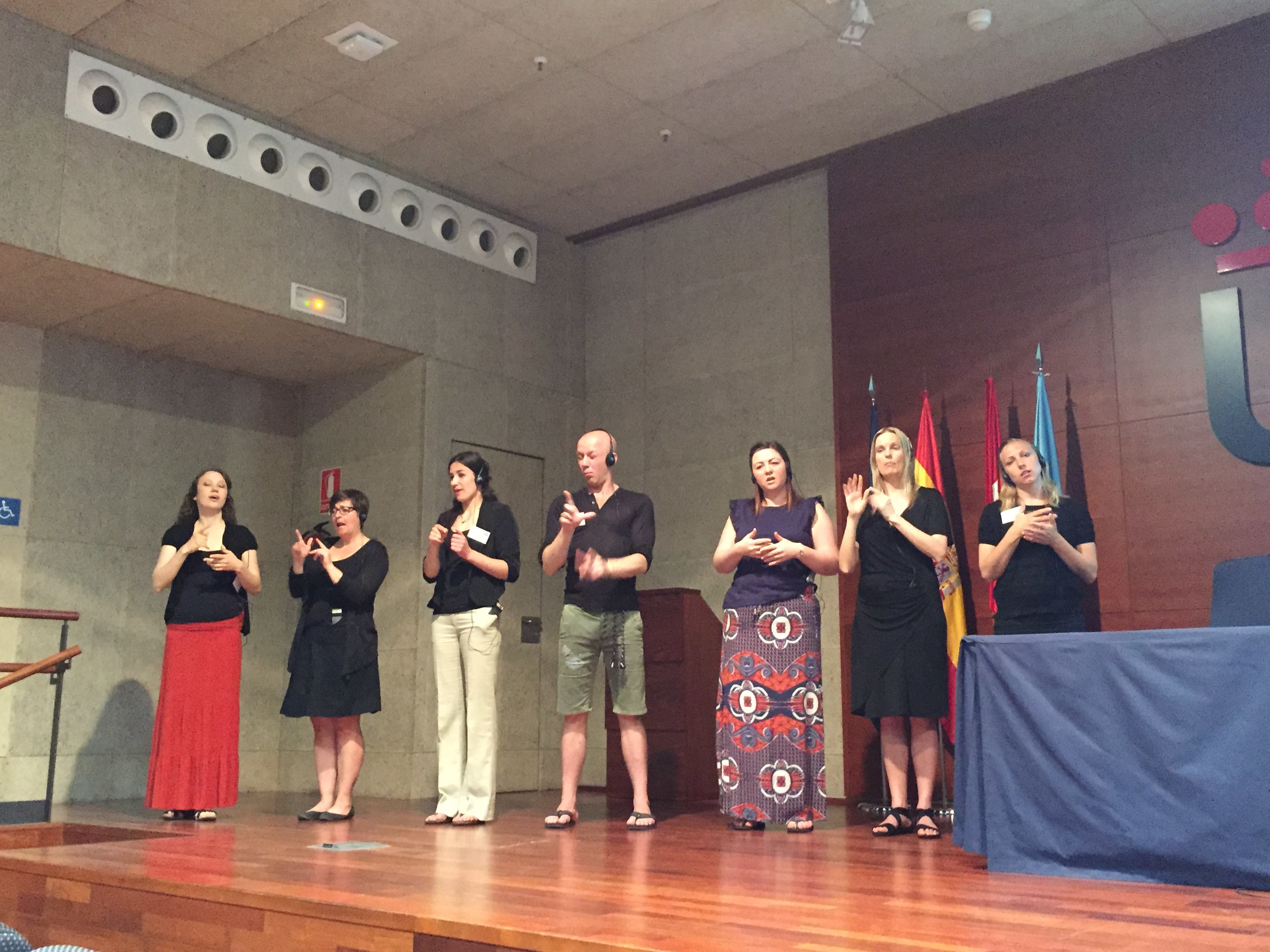
Interpretes da lingua em evento

Spread the sign é um dicionário de línguas gestuais on-line. É um projecto internacional no âmbito da Transferência de Inovação. Tem por objetivo divulgar, na internet, línguas gestuais de diferentes países.
O projeto foi iniciado pelo professor sueco Thomas Lydell-Olsen, que se deparava com as necessidades de alunos surdos na hora de enfrentar estadas académicas no estrangeiro. A Suécia, com grande tradição no estudo e conhecimento da língua gestual, foi quem iniciou o projeto.

## Línguas gestuais
O dicionário traduz para as seguintes línguas gestuais: portuguesa, americana, britânica, búlgara, checa, indiana, estoniana, finlandesa, francesa, alemã, austríaca, grega, islandesa, italiana, japonesa, letoniana, lituana, polaca, brasileira, romena, russa, espanhola, sueca, turca e ucraniana.